# Pokrowskoje (obwód kirowski)
Pokrowskoje (ros. Покровское) – wieś (sieło) w Rosji, w obwodzie kirowskim, w rejonie kotielnickim. W 2010 liczyła 511 mieszkańców.